# Peter Beard
Pour les articles homonymes, voir Beard.
Peter Hill Beard, né le 22 janvier 1938 à New York et retrouvé mort le 19 avril 2020 près de Montauk, est un photographe, un artiste et un documentariste américain.

## Biographie
Peter Beard est né le 22 janvier 1938 à New York et a grandi sur la côte est des États-Unis (New York, Long Island). Il commence à prendre des photographies et à tenir un journal dès 1949. En 1955, il fait son premier voyage en Afrique. De 1957 à 1961 il étudie l'histoire de l'art à l'université Yale. En 1961, il rencontre au Danemark  Karen Blixen (auteur de Out of Africa entre autres) avec qui il travaille jusqu'en 1962. La même année il décide de s'installer au Kenya dans une ferme nommée Hog Ranch à côté de celle de K. Blixen.
À partir de 1964, il étudie les éléphants, les crocodiles et les hippopotames du Tsavo Park (Kenya). Il publie son premier livre en 1965 : The End of the Game, qui témoigne d'une façon originale (mêlant à ses clichés du sang séché, des brins de végétaux, des bouts de tissus et des coupures de presse, son art dit du scrap book ) de la disparition des éléphants au Kenya
À partir de 1972 et pendant une trentaine d'années, il fait se rencontrer des mondes qui n'ont pas vocation à se croiser, en alternant sa vie au Kenya dans la savane et sa vie de jet-setter à New York. Il collabore avec Andy Warhol, Francis Bacon (peintre), Mick Jagger, ou encore Truman Capote ou Jackie Kennedy.
En 1975 a lieu sa première exposition de photographies à la Blum-Helman Gallery de New York, suivie d'une exposition plus importante en 1977 au Centre international de la photographie de New York (photographies, journaux, objets africains, souvenirs personnels). En 1978, il fait son premier film documentaire pour ABC, Wild World of Sports.
Marié en secondes noces en 1982 à Cheryl Tiegs, dont on dit qu'elle est le premier supermodel de l'histoire, il en divorce en 1986 pour épouser Nejma Khanum.
En 1996, il est attaqué et grièvement blessé par un éléphant mais survit. La même année, la première grande rétrospective de son travail se tient au Centre national de la photographie à Paris.
En 2004, il écrit un livre pour sa fille, Zara (née en 1988) : Zara's Tales : From Hog Ranch - Perilous Escapades in Equatorial Africa.
En 2009, il est sollicité pour être le photographe du calendrier Pirelli, série qu'il réalise au Botswana,.
Peter Beard était porté disparu depuis le 31 mars 2020. Son corps a été retrouvé près de son domicile de Montauk, à l’extrémité est de Long Island le 19 avril suivant.

## Livres
- The End of the Game, Viking Press, New York, 1965.
- Eyelids of Morning - The Mingled Destinies of Crocodyles and Men, New York Graphic Society, New York, 1973.
- The Adventures and MisAdventures of Peter Beard in Africa, texte de Jon Bowermaster, 1974.
- Longing for Darkness - Kamante's Tales from Out of Africa, Harcourt Brace, New York, 1975.
- The End of the Game : Last Word from Paradise, textes de Joseph Murumbi et Richard M. Laws, Doubleday and Co., New York, 1977.
- The Art of the Masaï, texte de Gilles Turle, Alfred A. Knopf, New York, 1992.
- From a Dead Man's Wallet: Confessions of a Bookmaker, Libro Port Publishing Co., Tokyo, 1993.
- Fifty Years of Portraits, texte de Anthony Haden-Guest, Arena Éditions, Santa Fe, 1999.
- Zara's Tales : From Hog Ranch - Perilous Escapades in Equatorial Africa, Alfred A. Knopf, New York, 2004.
- PB, textes de Owen Edwards et Steven M. L. Aronson, Taschen, Los Angeles, 2006.
- avec Nejma Beard, Peter Beard, Taschen, 2020.

### Films

#### Documentaire
- Peter Beard, carnets d'Afrique et d'ailleurs, Program33, 1998 (diffusé par Canal+)